# کارلوتا کامبی
کارلوتا کامبی (ایتالیایی: Carlotta Cambi؛ زادهٔ ۲۸ مهٔ ۱۹۹۶) بازیکن والیبال زن اهل ایتالیا است.
از باشگاه‌هایی که در آن بازی کرده است می‌توان به آگیل والی اشاره کرد.